# Комплекс
Комплекс је по Јунгу, констелација осећања, опажања и вредности као динамички део личности који утиче на понашање појединца. У том контексту Јунг је посебно указао на „комплекс моћи”, „Ја комплекс”, „аутономни комплекс”.
.